# Jean-Baptiste Noirot (homme politique)
Pour les articles homonymes, voir Noirot et Jean-Baptiste Noirot.
Jean-Baptiste Noirot, né le 14 novembre 1795 à Vesoul et mort le 14 avril 1863 à Vesoul, fut député de la Haute-Saône.

## Biographie
Fils d'un négociant, il est avocat à Vesoul en 1819. Militant libéral sous la Restauration et la Monarchie de Juillet, il est l'un des chefs de l'opposition dans son département. Il est député de la Haute-Saône de 1848 à 1849. Partisan du général Cavaignac, il n'est pas réélu en 1849.
Il meurt au 5, place du Grand-Puits à Vesoul.

## Sources
- « Jean-Baptiste Noirot (homme politique) », dans Adolphe Robert et Gaston Cougny, Dictionnaire des parlementaires français, Edgar Bourloton, 1889-1891 [détail de l’édition]